# نسواکوماب
نسواکوماب (انگلیسی: Nesvacumab) نوعی آنتی‌بادی مونوکلونال آزمایشگاهی است که در ابتدا برای درمان سرطان طراحی گردید. این آنتی‌بادی، پروتئین آنژیوپویتین 2 را هدف قرار می‌دهد.
در بهار سال 2017, این دارو در حال طی کردن مراحل کارآزمایی بالینی فاز II در رابطه با درمان ادم ماکولای دیابتی بوده است.